# 구수산도서관
구수산도서관은 대구광역시 북구 소재의 구립 도서관이다.

## 연혁
2009년
- 1월 21일 준공
- 2월 2일 도서관 회원등록
- 3월 9일 시범운영(자료실 개방)
- 4월 13일 본 개관(주말자료실 개방, 관외대출서비스 실시)
- 5월 25일 개관식

2010년
- 3월 2일 야간 개관 연장사업 실시